# NGC 1648
NGC 1648 (również PGC 15920 lub PGC 15886) – galaktyka soczewkowata (S0), znajdująca się w gwiazdozbiorze Erydanu. Odkrył ją Lewis A. Swift 29 grudnia 1885 roku.